# Râul Nucu, Slănic
Râul Nucu este un curs de apă, afluent al râului Slănic. 

## Hărți
- Harta Județului Buzău